# Teatro de operaciones del Extremo Oriente y el Pacífico (Primera Guerra Mundial)
La Guerra del Extremo Oriente y el Pacífico fue el conjunto de operaciones militares de la Primera Guerra Mundial que se desarrollaron para controlar las islas alemanas del Océano Pacífico: el archipiélago de Bismarck, las islas Carolinas, la Nueva Guinea Alemana, la Samoa alemana, las Islas Marianas y las Islas Marshall. También se incluye en este teatro de operaciones la conquista de la colonia alemana de Tsingtao, en China, en la batalla de Tsingtao.

## Situación al comienzo de las hostilidades
Durante los últimos años del siglo XIX el Imperio alemán había ido ocupando diversas islas pequeñas y poco importantes económicamente en el Océano Pacífico, con el fin de crear una serie de puntos coloniales que pudiesen vigilar desde más cerca las colonias británicas y francesas y, especialmente, servir de estaciones de suministro de alimentos, agua y carbón a los navíos de la Kaiserliche Marine y como estaciones telegráficas. Evidentemente, estas posesiones coloniales no podían competir en ningún aspecto con las grandes colonias británicas en la zona, pero el gobierno alemán consideraba que una flota moderna, potente y bien subministrada podía cortar completamente las comunicaciones de las colonias británicas y francesas con sus metrópolis.
La primera posesión alemana en la zona se produjo con la ocupación, el 1884, de la Nueva Guinea Alemana, la parte noreste de la isla de Nueva Guinea (hoy en Papúa Nueva Guinea). El año siguiente ocuparon las islas Marshall y en 1899 le compraron las islas Carolinas y las Islas Marianas a España. Las fuerzas alemanas estacionadas en todas estas posesiones, sin embargo, eran escasas; un pequeño cuerpo de Policía en cada una y algunas tropas en las estaciones de radiotelegrafía.

## La ocupación aliada de las posesiones alemanas

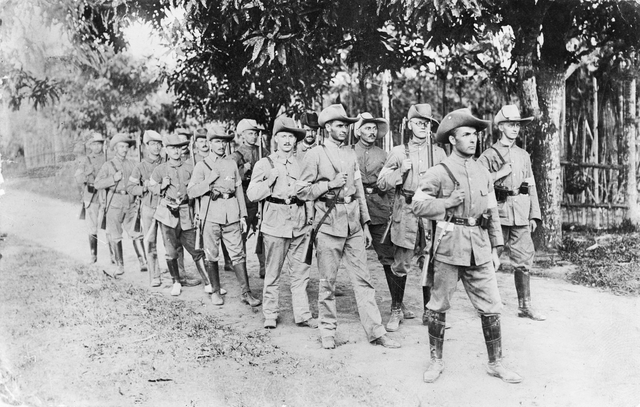
Un pelotón de reservistas alemanes, poco antes de la llegada de la AN&MEF,1914.

La primera operación después del inicio de las hostilidades fue la ocupación de Samoa alemana por parte de tropas neozelandesas, la Samoan Expeditionary Force. La ocupación sin derramamiento de sangre ocurrió el  29 de agosto de 1914. El 6 de agosto anterior el gobierno británico declaró que sería un gran servicio para el imperio que fuerzas de Nueva Zelanda capturasen Samoa, de forma que una fuerza de 1.413 soldados que partieron de Nueva Zelanda el 15 y, tras hacer escala en Fiyi, desembarcó en Apia, la capital de Samoa, el 29. Aunque los alemanes se negaron a entregar las islas, tampoco ofrecieron gran resistencia a las tropas neozelandesas. La lista continuó con la ocupación australiana de Nauru que se inició el 9 de septiembre de 1914 con el desembarco del HMAS Melbourne, completándose el 6 de noviembre.

Situación de las posesiones antes de 1914.

Posteriormente, una fuerza australiana, la Australian Naval and Military Expeditionary Force, capturó los territorios de Nueva Guinea Alemana el 17 de septiembre. En este caso se produjo una breve lucha con la guarnición alemana de la estación radiotelegráfica de Rabaul, que provocó unos 40 muertos.
Finalmente, la flota y tropas de desembarco japonesas capturaron sin luchar las islas Carolinas, las Marianas y las Marshall en octubre de 1914, momento en el que acaba el control alemán de todas sus posesiones en el Pacífico.